# Барг Ігор Мусійович
Барг Ігор Мусійович (27. 07. 1935, Дніпропетровськ, нині Дніпро — 2011, там само) — український геолог, стратиграф-палеонтолог.
Досліджував переважно стратиграфію і палеонтологію неоген-четвертинних відкладів Південної України.
Доктор геолого-мінералогічних наук (1994), професор (1996). Закінчив Дніпропетровський гірничий інститут (1958). Працював шахтним геологом (1958–60). Від 1961 — старший науковий співробітник, вчений секретар НДІ геології при Дніпропетровському університеті; доцент (1978–93), професор (від 1994), одночасно від 1978 — заступник декана геолого-географічного факультету Дніпропетровського університету.
Науковець видав п'ять фундаментальних монографій, 130 статей у найбільш вагомих геологічних виданнях України, 9 статей перекладені іноземною мовою і надруковані в США. Шість років поспіль був експертом ВАК України. Був заступником голови експертної Ради Міносвіти України з геологічних наук, головним редактором Держгеолкарти–200 України (Причорноморська серія), головою Дніпропетровського відділення Українського палеонтологічного товариства.
Нагороджений почесним знаком «Відмінник освіти України» (1998), подякою Президента України (2001), міського голови (2004), подякою голови Вищої атестаційної комісії України (2004), а також золотим знаком Спілки геологів України (2005), почесним знаком Л. І. Лутугіна (2005) за видатні заслуги у розвідці надр.
На честь Ігоря Барга колегами-науковцями названо декілька викопних організмів.